# شعر غث

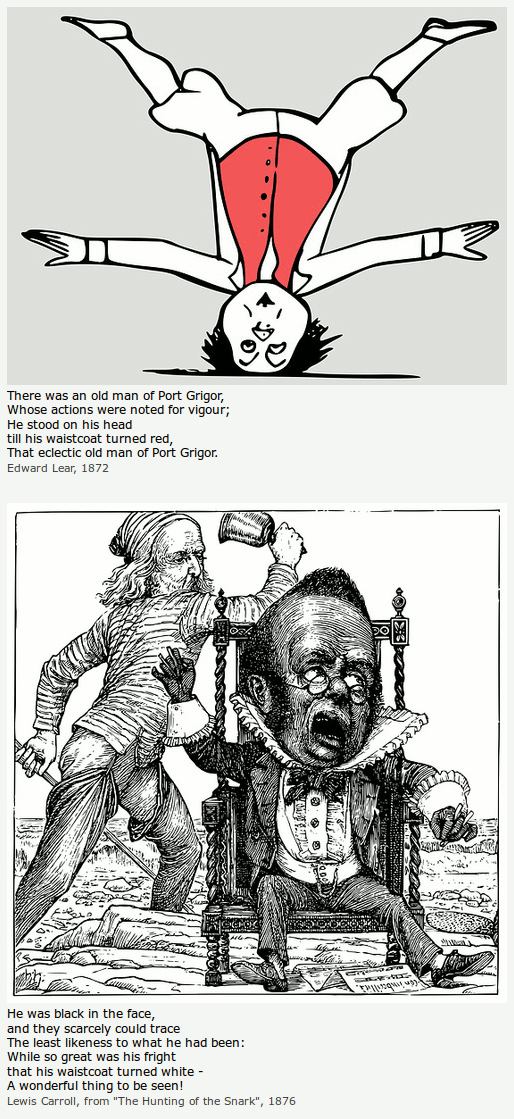
شعر عن السترة

الشِّعر الغَثّ هو شكل من أشكال هراء الأدب الذي يستخدم عادةً عناصر لحنية قوية مثل الإيقاع والقافية. غالبًا ما يكون غريب الأطوار وروح الدعابة في لهجته ويستخدم بعض تقنيات أدب الهراء.